# Alcântara (Maranhão)
Alcântara, amtlich Município de Alcântara, ist eine Kleinstadt im Norden des brasilianischen Bundesstaates Maranhão mit etwa 4.000 Einwohnern (rund 22.000 im Gemeindegebiet). Sie liegt an der Bucht Baía de São Marcos, gegenüber von São Luís, der Hauptstadt des Bundesstaates. Alcântara war einmal eine der bedeutendsten und reichsten Städte von Maranhão, verlor diesen Status jedoch später an São Luís. Von ihrem früheren Reichtum zeugen heute noch zahlreiche Baudenkmäler, die teils stark beschädigt oder zerstört sind und seit 1948 unter Denkmalschutz stehen. Auf dem riesigen Gemeindegebiet befindet sich auch der Weltraumbahnhof Alcântara, auf dem Brasilien Raketenstarts durchführt und plant, kommerziell Satelliten ins Weltall zu bringen. Seit den 1980er Jahren hat man auf mehreren Stellen des Territoriums von Alcântara spektakuläre Funde von Saurierresten gemacht.

## Geographie
Das Gemeindegebiet von Alcântara liegt auf einer durchschnittlichen Höhe von 32 Metern über dem Meeresspiegel. Es wird im Norden durch den Atlantischen Ozean, im Westen durch die Bucht Bahia de Cumã und den Fluss Rio Pericumã sowie im Osten durch die Bucht Baía de São Marcos begrenzt. Die Nachbargemeinden sind Cajapió im Süden, São Luís im Osten sowie Guimarães, Bacurituba und Bequimão im Westen.
Die Stadt Alcântara ist nur durch die Baía de São Marcos von der Großstadt São Luís getrennt. Für die Überfahrt gibt es Linienschiffe. An dieser Stelle ist die Bucht rund 15 Kilometer breit.
Das fast am Äquator liegende Alcântara hat ein tropisches Klima mit einer durchschnittlichen Jahrestemperatur von 28 °C. Die Vegetation ist ebenfalls tropisch, speziell an den Ufern der beiden Buchten gibt es ausgedehnte Mangroven.
Das Gemeindegebiet umfasst zwei Inseln:
Die Ilha do Livramento liegt etwa 10 Minuten per Boot von Alcântara entfernt und hat einige schöne Strände. Auf der Insel befinden sich ein Leuchtturm und die Kirche Capela de Nossa Senhora do Livramento.
Die Ilha do Cajual ist ein Naturschutzgebiet. Hier brüten einige vom Aussterben bedrohte Vogelarten, zum Beispiel der besonders seltene Rote Sichler (Eudocimus ruber), eine rosarote Löfflerart, die in Brasilien als Guará bekannt ist. Die Insel ist auch eine Station für viele Zugvogelarten. Die Ilha do Cajual gehört zu den Gebieten, die innerhalb Brasiliens die höchste Fossiliendichte aufweist.
Ein Teil des Territoriums der Gemeinde wird zudem vom 1991 eingerichteten Naturschutzgebiet Área de Proteção Ambiental das Reentrâncias Maranhenses eingenommen, das fast 2,7 Millionen Hektar umfasst und sich über mehrere Gemeinden erstreckt.

## Geschichte
Vor der Ankunft der Europäer gab es auf dem Gebiet des heutigen Alcântara bereits eine große Siedlung der Tupinambá-Indios, die diese Siedlung ihrerseits davor von den Tapuio-Indios erobert hatten. Die Siedlung hieß Tapuytapera, was Siedlung der langhaarigen Tapuio bedeutet.
Die Franzosen, die die Region als erste Europäer eroberten, nannten das Dorf ebenfalls Tapuytapera, was aus der Korrespondenz der Eroberer, beispielsweise des Geschichtsschreibers Claude d'Abeville hervorgeht. Die Franzosen errichteten eine Befestigungsanlage in São Luís und nahmen mit den Tupinambá in Tapuytapera unter Häuptling Pira-Jivá Kontakt auf, um Informationen über die Gegend zu bekommen. Diese relativ freundlichen Begegnungen endeten mit einem Bündnis zwischen den Tupinambá und den Franzosen; etwa 300 bis 400 Bewohner halfen beim Bau der Festung von São Luís und begleiteten die Franzosen bei Erkundungsreisen auf den Amazonas und den Rio Tocantins. Die Tupinambá unterstützten die Franzosen auch in der Schlacht um São Luís, nach welcher die siegreichen Portugiesen die Kontrolle über ganz Maranhão erlangten.
Der Sieg der Portugiesen hatte auch zur Folge, dass die Tupinambá, die die Gegner unterstützt hatten, versklavt wurden. Im Jahre 1621 wurde Tapuytapera zum Hauptort des Kapitanats Cumã. Mit diesem Kapitanat wurde António de Albuquerque Coelho de Carvalho, Bruder des damaligen Gouverneurs des Maranhão, Francisco de Albuquerque Coelho de Carvalho betraut. Im Jahre 1648 wurde die Siedlung zur Vila (Kleinstadt) erhoben und bekam zu dieser Gelegenheit den Namen Alcântara. Der erste Gemeinderat wurde eingerichtet, und die wirtschaftliche Erschließung begann mit dem Bau einer Zuckermühle, daneben wurden auch zwei Klöster gegründet. Ab 1716 gab es auch eine Schule, die durch die Jesuiten eingerichtet wurde.
Wegen ihrer unmittelbaren Nähe zur Stadt São Luís stieg Alcântara zu einem Zentrum der landwirtschaftlichen Produktion auf. Aus Alcântara wurde São Luís mit Nahrungsmitteln versorgt. Gleichzeitig begann ein sehr lukrativer Handel mit Zucker: Salz und raffinierter Zucker erzielten Spitzenpreise, aber auch mit Rohzucker konnte man sich ein Vermögen verdienen. Der Bedarf an Arbeitskräften wurde auf Grund der Nichteignung der Indios mit Sklaven aus Afrika gedeckt, Alcântara wurde so zu einem der Zentren der Sklaverei in Brasilien.
Im Jahre 1850 erreichte die Wirtschaftsentwicklung ihren Höhepunkt. Es gab 81 Fazendas, 22 Zuckermühlen und über 100 Salinen. Alcântara war größter Exporteur des Maranhão, wobei Salz, Zucker, Zuckerrohrschnaps, Trockenfleisch, Leder und Baumwolle die wichtigsten Produkte waren. Die industrielle Revolution in England führte zu einem starken Anstieg der Nachfrage an Baumwolle, was der Wirtschaftsentwicklung einen weiteren Impuls verlieh. Die Produzenten von Salz, Zucker und Baumwolle, die Land-Aristokratie des Maranhão, die auch häufig vom portugiesischen Adel abstammte, konnte sich durch ihren Reichtum große Herrenhäuser errichten und lebte im gleichen Wohlstand wie die europäische Aristokratie. Die Kinder der Landaristokraten wurden in die angesehensten europäischen Universitäten geschickt.
Im Jahre 1865 begann sich der Niedergang jedoch bereits abzuzeichnen. Die Gründe dafür waren, dass die Preise für Zucker und Baumwolle stark fielen, weil diese Produkte auch in anderen Gegenden Brasiliens effizient angebaut wurden. Der Handel verlagerte sich komplett ins benachbarte São Luís. Als 1888 die Sklaverei verboten wurde, fiel Alcântara in die weitgehende Bedeutungslosigkeit, in der es sich bis heute befindet.

## Wirtschaft
Die heutige Wirtschaft von Alcântara beruht zum Großteil auf der Landwirtschaft, in der fast die gesamte arbeitende Bevölkerung der Gemeinde außerhalb des Stadtgebietes beschäftigt ist. Von Bedeutung sind die Viehzucht, der Anbau von Reis und Gemüse sowie die Holzgewinnung. Der Lebensstandard ist dabei sehr niedrig. Die Volkszählung von 2001 ergab, dass drei Viertel der Bevölkerung über 10 Jahre über weniger Einkommen als den monatlichen Mindestlohn verfügt, zwei Drittel hat überhaupt kein regelmäßiges Einkommen. Das Durchschnittseinkommen wird auf etwa 20.500 Real jährlich geschätzt, was etwa 5550 Euro entspricht (Stand: 2004).
Die wenigen Unternehmen, die in Alcântara tätig sind, beschäftigen sich mit der Verarbeitung landwirtschaftlicher Produkte oder sind Zulieferer für den Bedarf der Landwirtschaft.
Eine wachsende Bedeutung kommt dem Tourismus zu. Durch die Nähe zur Großstadt São Luís ist Alcântara relativ leicht zu erreichen und man hofft, eine große Anzahl von Kulturtouristen anzulocken, die sich für das architektonische Erbe Alcântaras interessieren. Weiterhin will man auf Ökotourismus setzen, denn es gibt auf dem Gemeindegebiet nahezu unberührte Mangroven und traumhafte Sandstrände, die jedoch aufgrund des Weltraumbahnhofs teils militärisches Sperrgebiet sind, teils stark durch angeschwemmten Müll verschmutzt sind. Dazu hofft die Gemeinde, durch den Weltraumbahnhof von Alcântara an Technik interessierte Touristen anzulocken.
Die Infrastruktur hat sich seit der Einrichtung des Weltraumbahnhofes deutlich verbessert, das Niveau liegt über dem anderer Regionen Brasiliens, so ist Alcântara etwa durch eine asphaltierte Straße erreichbar. Das Straßennetz ist trotzdem sehr dünn: Wenn man von São Luís nach Alcântara mit dem Auto, statt mit dem Boot fahren will, muss man einen etwa 400 Kilometer langen Umweg in Kauf nehmen. Innerhalb des Gemeindegebietes sind die meisten Straßen nach wie vor nicht asphaltiert und selbst die Fernstraße wird bei tropischen Regenfällen zuweilen weggespült.
Auf dem Gemeindegebiet von Alcântara gibt es mehrere Grundschulen, jedoch keine höhere Schule. Das einzige Krankenhaus auf dem fast 1500 Quadratkilometer großen Territorium ist unterdurchschnittlich ausgestattet.

## Weltraumbahnhof
Einige Kilometer nördlich von Alcântara liegt der brasilianische Weltraumbahnhof Centro de Lançamento de Alcântara (CLA). Von hier werden seit 1990 brasilianische und amerikanische Höhenforschungsraketen gestartet.
Zwei Starts der brasilianischen Trägerrakete VLS-1 misslangen, die Rakete musste im Flug gesprengt werden. Vor dem dritten Startversuch explodierte die Rakete auf der Rampe und tötete 21 Techniker. Diese brasilianische Raketenexplosion im Jahr 2003 war ein großer Rückschlag für das nationale Raumfahrtprogramm.
Ab 2014 sollten auch ukrainische Raketen vom Typ Tsiklon-4 vom CLA starten. Brasilien zog sich jedoch 2016 aus dem Vertrag zurück.

## Bevölkerung
Die Bevölkerung besteht größtenteils aus Nachkommen der Sklaven, die aus Afrika deportiert wurden, und Mischlingen. Die Hälfte der Einwohner im Gemeindegebiet ist jünger als 20 Jahre. Der Anteil der Bevölkerung über 10 Jahren mit einer Schulbildung von mehr als drei Jahren liegt ebenfalls nur bei der Hälfte. 70 Prozent der Bevölkerung leben auf dem Land, nur 30 Prozent in der Stadt selbst.

## Kultur
Alcântara hat ein bedeutendes architektonisches Erbe barocker Bauten im Kolonialstil. Die etwa 300 Gebäuden verteilen sich auf drei Plätze, acht Gassen und zehn Straßen der Altstadt. Viele dieser historischen Gebäude sind verfallen, andere hingegen werden bis heute bewohnt. Das historische Stadtensemble soll in den nächsten Jahren revitalisiert werden. Am 29. Juli 2004 verkündete der brasilianische Kulturminister Gilberto Gil bei einem Besuch in der Stadt, dass dem Projeto Alcântara zu diesem Zweck etwa 4 Millionen Real (ungefähr 1,1 Millionen Euro) zur Verfügung gestellt werden. Damit wurde die Stadt Teil des vom Kulturministerium und der Interamerikanischen Entwicklungsbank getragenen Programa Monumenta, dessen Ziel es ist, brasilianisches architektonisches Erbe zu restaurieren und zu schützen.
Der Porto do Jacaré, der alte Hafen der Stadt, liegt an dem gleichnamigen Flussarm und wurde im 18. Jahrhundert erbaut. Er war das frühere Handelszentrum und der Umschlagplatz für die Produkte des Umlandes von Alcântara und ist bis heute Anlegepunkt für Schiffe, vor allem von und nach São Luís. Früher wie heute gibt es hier einen Markt und Lagerhäuser sowie Herrenhäuser aus dem 18. Jahrhundert. Der Porto do Jacaré ist auch Schauplatz von vielen Volksfesten. Die Ladeira do Jacaré führt vom Hafen auf einen Hügel in das Stadtzentrum.
Der Hauptplatz heißt Praça da Matriz. Hier befinden sich die Ruinen der 1648 errichteten Kirche Igreja Matriz de São Matias. Unter dieser Kirche soll dem Volksglauben zufolge eine Schlange schlafen. Inmitten der Praça da Matriz befindet sich der Pelourinho, eine Art Prangersäule – eine Einrichtung, die es in vielen portugiesischen und brasilianischen Städten gibt. Er wurde 1648 errichtet und im Jahre 1948 wieder aufgebaut, nachdem er bereits verschüttet gewesen war. Die Casa da Câmara e Cadeia, erbaut im 18. Jahrhundert, war früher wie heute Sitz der Gemeindeverwaltung.
Sobrados, zweistöckige Herrenhäuser, nach portugiesischem Vorbild mit gusseisernen Balkonen und Azulejos verziert, findet man vor allem in der Rua Grande (Große Straße) und auf der Praça Gomes de Castro.
Das Museu Histórico de Alcântara zeigt sakrale Kunst, Bilder und Möbel aus dem Brasilien des 18. und 19. Jahrhunderts.
Der Mercado dos Negros, auch Palácio Negro liegt am ehemaligen Kai der Stadt und war der Marktplatz für den Sklavenhandel (der Name bedeutet auch Markt der Schwarzen). Der Markt befindet sich in der Rua da Amargura, die ihren Namen deshalb bekam, weil von hier aus viele Kinder der Aristokratie mit dem Schiff nach Europa aufbrachen, um dort zu studieren. Wegen der Eltern, die beim Abschied ihrer Kinder weinten, nannte man den Kai Straße der Bitterkeit.

## Paläontologische Funde
Alcântara und die Baía de São Marcos sind Teil des São Luis-Grajaú-Beckens. Dieses Becken bildete sich, nachdem in der frühen Kreidezeit der Riesenkontinent Gondwana auseinanderbrach und sich die beiden Teile Südamerika und Afrika voneinander entfernten. Das Ergebnis war ein langgezogenes flaches Meer, das sich mit Sedimenten füllte und die gesamte Nordküste von Maranhão umfasste. Die nähere Umgebung von Alcântara muss ein großes Flussdelta mit üppiger Natur in ähnlich heißfeuchtem Klima wie heute gewesen sein.
In den 1980er Jahren fand man auf dem Strand Praia da Baronesa Fußabdrücke, die verschiedenen Dinosaurierarten zugerechnet wurden, vor allem großen Fleischfressern. Später fand man auf dem gleichen Platz Reste von großen meeresbewohnenden Mosasauridae, aber auch von Fischen, Schildkröten und Krokodilen. Im Jahre 1994 konnten auch Zähne gefunden werden, die dem Mosasaurus zugeordnet wurden und den Schluss zuließen, dass es sich bei ihm um einen Meeresbewohner handelte, der sich von Weichtieren ernährte und an das Leben im flachen Wasser sehr gut angepasst war.
Ebenfalls im Jahre 1994 wurde man durch Satellitenbilder auf die Formation Laje do Coringa aufmerksam, die sich auf der Insel Ilha do Cajual befindet. Hier fand man Überreste von Dinosauriern (Zähne und Knochen), die zum Beginn der oberen Kreidezeit vor etwa 95 bis 90 Millionen Jahren gelebt haben müssen. Die wichtigsten Funde stammen von Carcharodontosaurus, einem etwa 14 Meter langen Fleischfresser, und von Spinosaurus, ebenfalls einem Fleischfresser. Daneben wurde das Vorkommen von Sigilmassasaurus nachgewiesen, von dem man zuerst in Marokko Reste gefunden hatte. Weitere Beweise dafür, dass zwischen Afrika und Südamerika in der Kreidezeit lediglich ein flaches Meer existierte, das bei Ebbe trockenlag, sind die verschiedenen Titanosauridae, deren Spuren sich sowohl hier als auch auf verschiedenen Fundstellen in Afrika wiederfanden.
Die Erforschung der Laje do Coringa ist noch nicht sehr weit fortgeschritten. Dies liegt zum einen daran, dass die Fundstelle sehr jung ist, zum anderen jedoch in der Lage: Die Laje do Coringa befindet sich direkt am Meer und ist nur bei Ebbe begehbar. Bei Flut liegt die Oberfläche etwa vier Meter unter Wasser. Das bedeutet, dass Ausgrabungen nicht mehr als sechs Stunden dauern können.